# Crocosmia fucata
Crocosmia fucata là một loài thực vật có hoa trong họ Diên vĩ. Loài này được (Lindl.) M.P.de Vos miêu tả khoa học đầu tiên năm 1984.